# Madison (Ohio)
Madison es una villa ubicada en el condado de Lake en el estado estadounidense de Ohio. En el Censo de 2010 tenía una población de 3184 habitantes y una densidad poblacional de 241,66 personas por km².

## Geografía
Madison se encuentra ubicada en las coordenadas 41°46′20″N 81°3′11″O / 41.77222, -81.05306. Según la Oficina del Censo de los Estados Unidos, Madison tiene una superficie total de 13.18 km², de la cual 13.18 km² corresponden a tierra firme y (0%) 0 km² es agua.

## Demografía
Según el censo de 2010, había 3184 personas residiendo en Madison. La densidad de población era de 241,66 hab./km². De los 3184 habitantes, Madison estaba compuesto por el 96.29% blancos, el 0.57% eran afroamericanos, el 0.13% eran amerindios, el 0.53% eran asiáticos, el 0% eran isleños del Pacífico, el 0.85% eran de otras razas y el 1.63% pertenecían a dos o más razas. Del total de la población el 1.48% eran hispanos o latinos de cualquier raza.